# Pont de Cheviré
Der Pont de Cheviré oder Viaduc de Cheviré ist eine Hochbrücke über die Loire westlich von Nantes. Sie überführt die N844, die den größten Teil des Autobahnrings um Nantes ausmacht.
Die 1563 m lange Brücke trägt sechs Fahrspuren. Sie ist 52 m hoch und ermöglicht damit den Zugang von Hochseeschiffen zum Hafen von Nantes. Der Viadukt besteht aus zwei Hohlkastenträgerbrücken und einem mittig eingehängten Stahlträger. 
Der spektakulärste Vorgang während des Baus war der Einbau des 162 m langen Mittelträgers. Dieser wurde in Saint-Nazaire gebaut und auf einem Lastkahn die Loire hinauf zur Brücke transportiert, wo er für den Einbau 50 Meter angehoben werden musste.